# Đỏ tươi
 #FF2400 
Màu đỏ tươi hay màu Scarlet là màu sắc đa số người cảm nhận khi nhìn vào hình bên.

## Trong quang phổ
Màu đỏ tươi là màu nằm giữa màu đỏ và màu da cam. Nó đỏ hơn màu đỏ son.
Quang phổ bức xạ của các hợp chất hóa học của stronti được coi là nằm trong khu vực đỏ tươi của quang phổ. Các vạch của quang phổ này nằm ở bước sóng 640,8 nm, 650,4 nm, 687,8 nm và 707,0 nm.

## Sử dụng
- Thường, màu đỏ tươi là màu của lửa. Nó cũng có thể coi là màu của máu.
- Đội xe Ferrari trong đua xe F1 sử dụng màu đỏ tươi.
- Màu đỏ tươi là màu biểu tượng cho xứ Wales và cho Vương quốc Anh.
- Cảnh sát hoàng gia Canada, (RCMP) mặc áo jacket đỏ tươi như là một phần trong lễ phục của họ.

## Tọa độ màu
```
Số Hex
 = #FF2400

RGB
  (r, g, b)  = (255, 36, 0)

CMYK
  (c, m, y, k) = (0, 86, 100, 0)
```